# Adetomeris griseoflava
Adetomeris griseoflava är en fjärilsart som beskrevs av Philippi 1860. Adetomeris griseoflava ingår i släktet Adetomeris och familjen påfågelsspinnare. Inga underarter finns listade i Catalogue of Life.